# Castell de Vitré
El Castell de Vitré és un castell fortificat bretó originalment romànic del segle xi amb múltiples ampliacions d'estil gòtic, renaixentista i neo-gòtic. Està situat a la ciutat de Vitré a Ille i Vilaine.
El primer castell de la localitat de Vitré, va ser construït pel baró Robert I de Vitré a la fi del segle xi. El lloc defensiu escollit, un promontori rocós, domina la vall del riu Vilaine. Aquest edifici, del qual encara perdura una portalada d'estil romànic, succeïa a un castell de fusta construït al turó de Sainte-Croix sobre un terrer feudal cap a l'any 1000.
El baró Andreu III durant la primera meitat del segle xiii, el reconstrueix amb la seva actual planta triangular seguint el cim del promontori rocós, i envoltant-lo de fossats secs. A la seva mort, la propietat passà als Comtes de Laval. Guiu XIII de Lavall ampliarà el castell al segle xv. És en aquesta època quan són realitzades les últimes modificacions defensives: doble pont llevadís, torre de la Madeleine, torre de Saint-Laurent (en la qual posteriorment es varen instal·lar els canons). Malgrat tot això, el 1487, Guiu XV de Laval el lliurarà a les tropes franceses sense combatre..

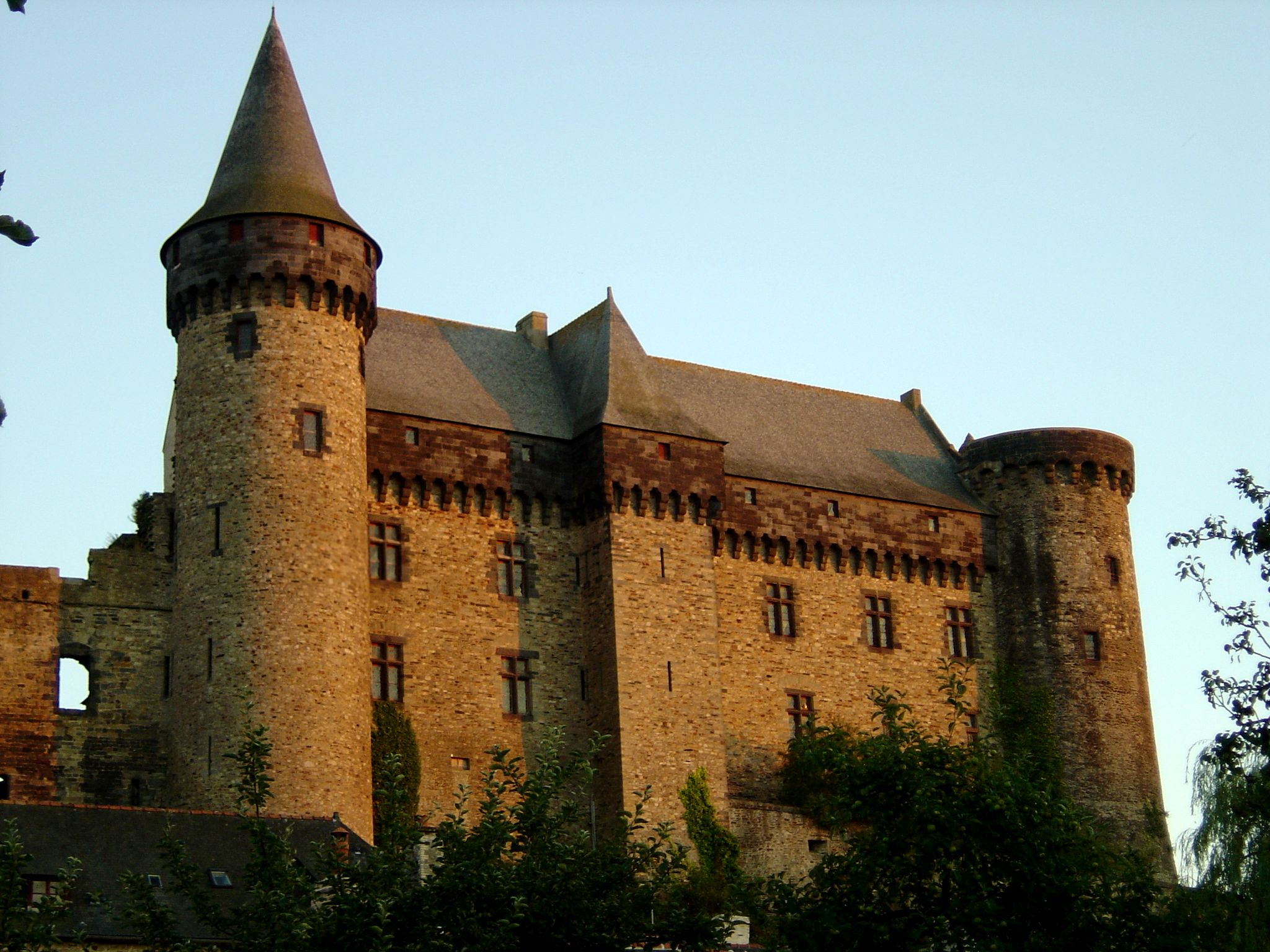
Façana del costat est

A partir de finals del segle xv i durant el segle xvi es van realitzar confortables millores encara existents: construcció de galeries de circulació i d'una capella d'estil renaixentista el 1530. El Parlament de Bretanya va haver d'utilitzar aquesta fortalesa com a refugi en tres ocasions (1564, 1582 i 1583) durant les epidèmies de pesta que es van succeir a Rennes.
Amb les famílies de Rieux i Coligny, propietaris del castell entre 1547 i 1605, Vitré s'obrirà al protestantisme i es convertirà durant alguns anys en bastió hugonot. El 1589, la fortalesa resisteix un setge de cinc mesos fet pel Duc de Mercour. El 1605, el castell passarà a ser propietat de la família de La Trémoille, originària de Poitou-Charentes. La fortalesa serà abandonada al segle xvii i s'anirà degradant, en particular amb l'enfonsament parcial de la torre de Saint-Laurent i amb l'incendi accidental que va destruir la casa senyorial a la fi del segle xviii.
Readquirit per l'estat al segle xix, fou declarat Monument històric el 1872 i restaurat a partir de 1875 sota la direcció de l'arquitecte Darcy. Passat al domini públic, va hostatjar a partir de 1872 un petit museu impulsat per Arthur de La Borderie. Actualment s'ha instal·lat l'Ajuntament de Vitré a l'interior del recinte del castell, en un edifici reconstruït el 1912 segons els plànols de l'estatge senyorial.

## Galeria d'imatges

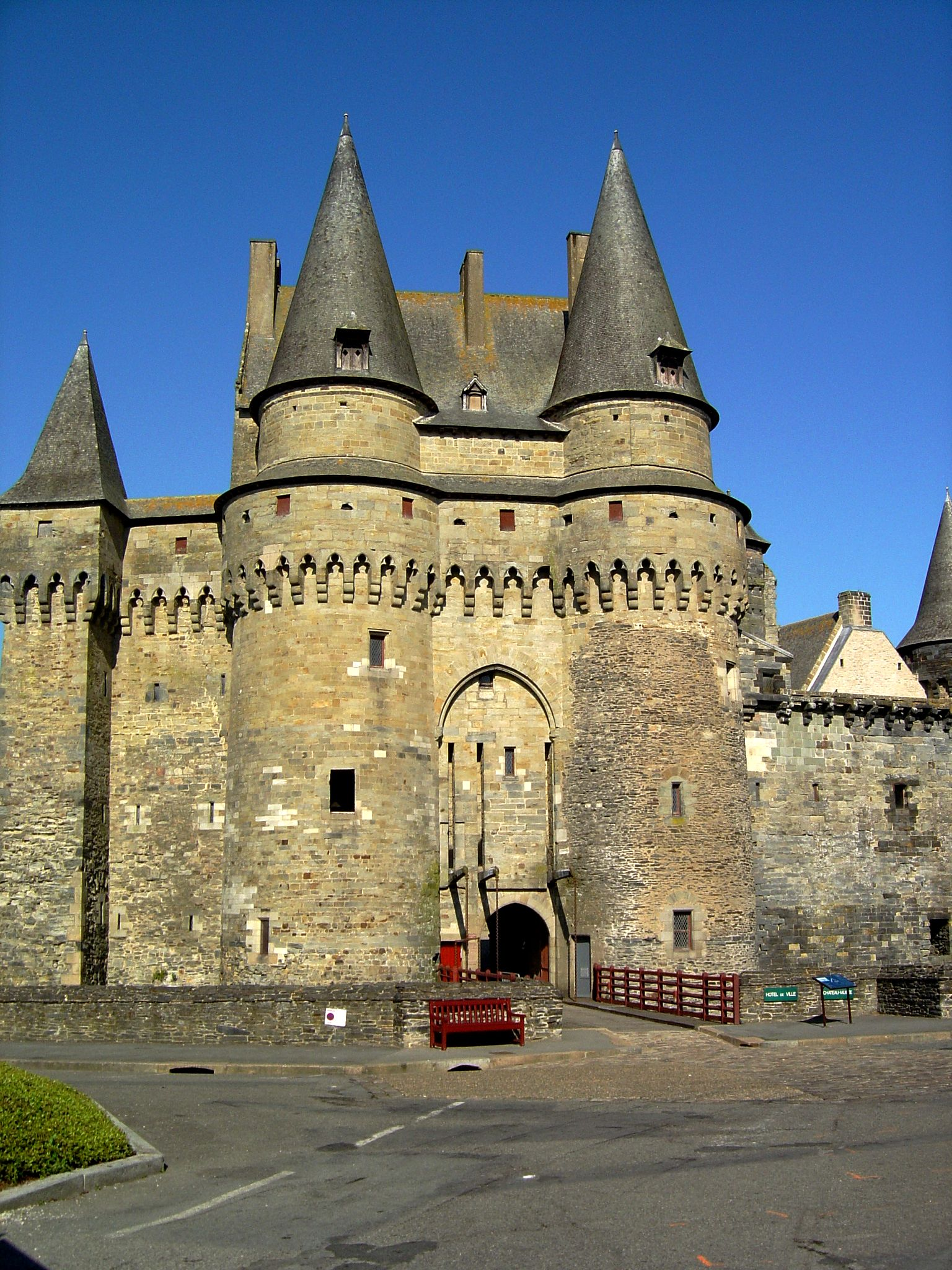
Detall de l'entrada del castell
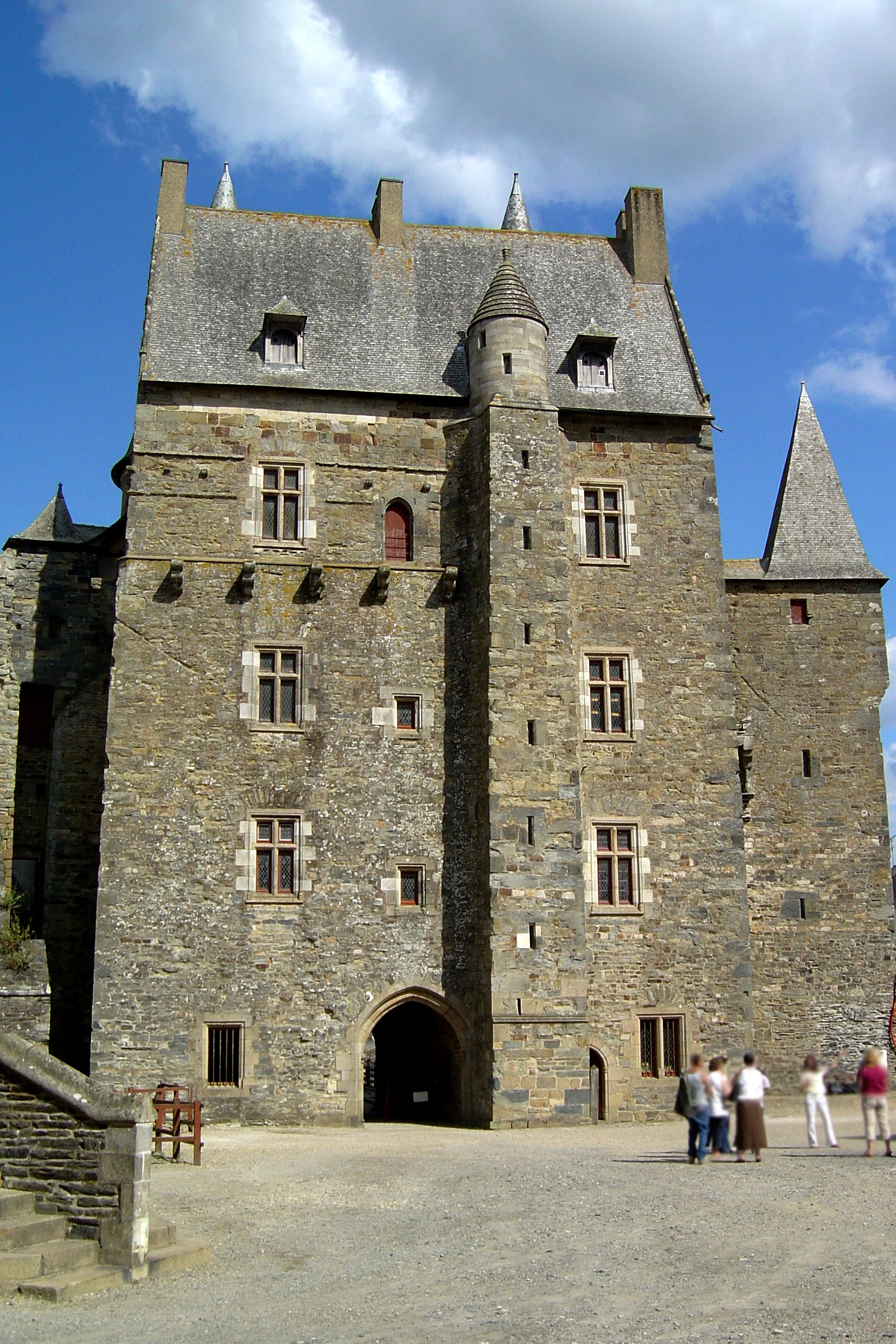
Habitatge a la part posterior del castell
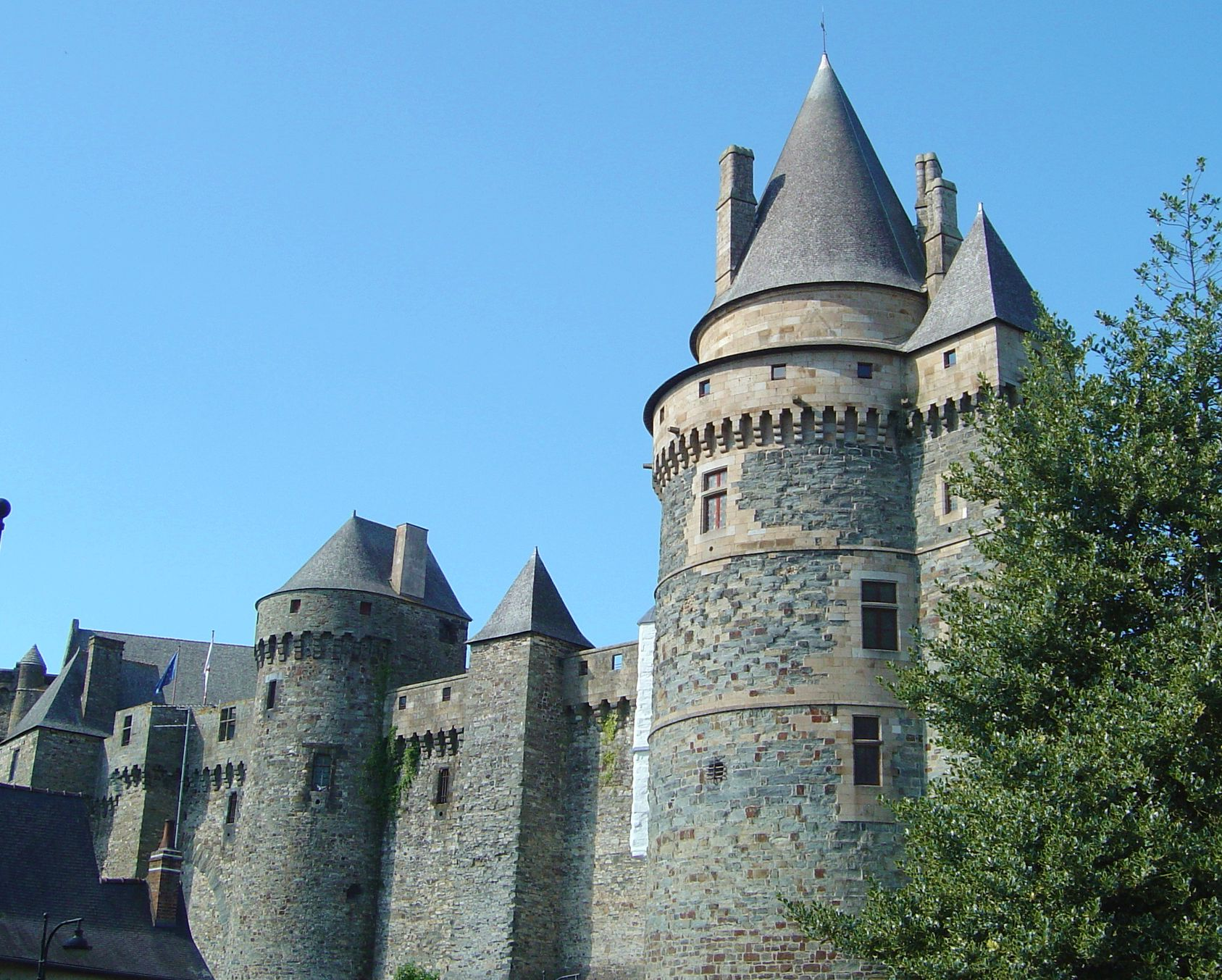
Façana Oest
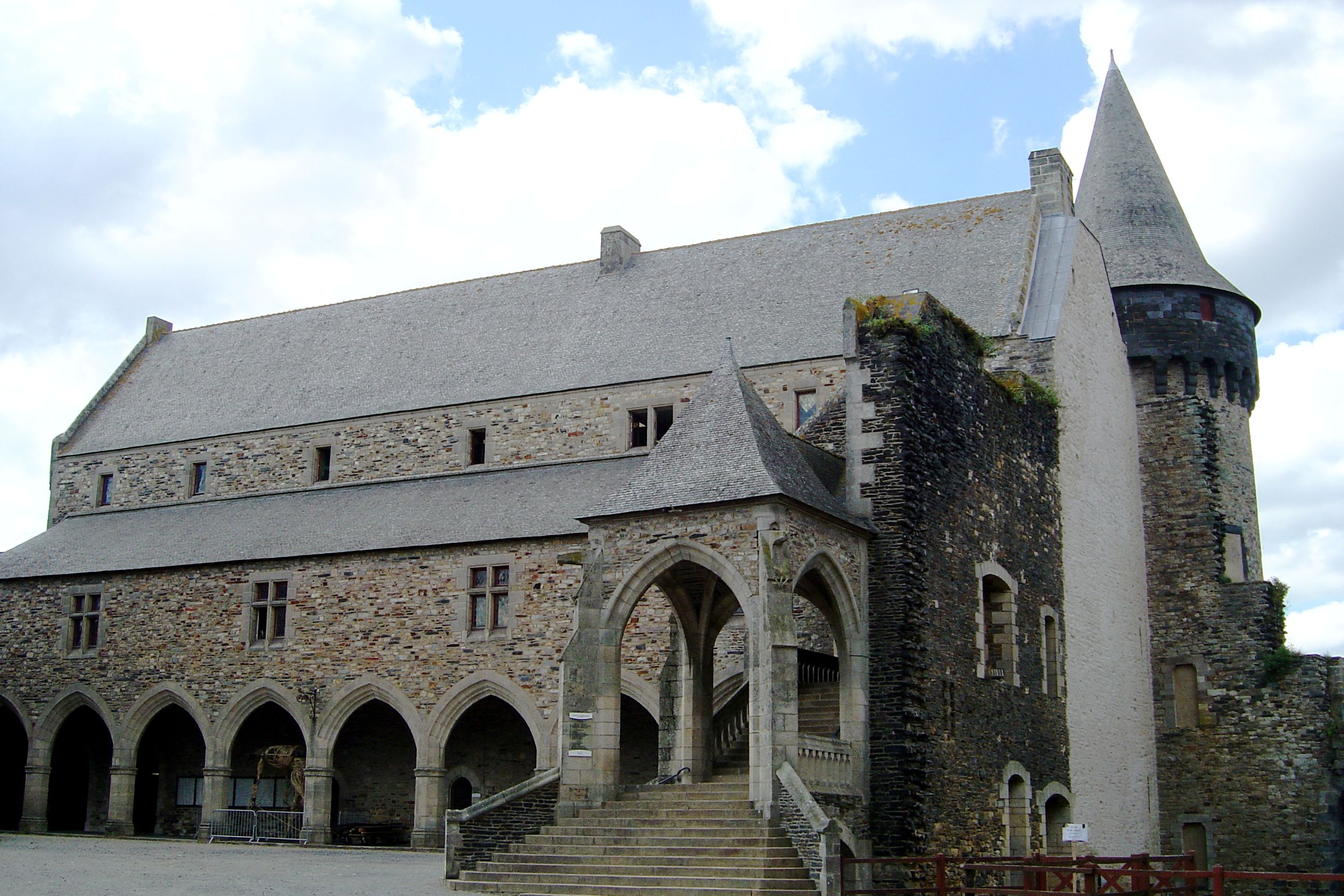
Ajuntament